# Ryōka Shima
Ryōka Shima (島 涼香, Shima Ryōka) est une seiyū japonaise née le 29 avril 1972 à Saitama au Japon.

## Rôles vocales notables
- Cyber Team in Akihabara - Hibari Hinakoganei
- Gate Keepers - Yasue Okamori
- Happy Lesson (en) - Fumitsuki Nanakorobi
- Kaleido Star - Macquarie
- Magical Play (en) - Pipin
- Super GALS! Kotobuki Ran - Rie